# Кристіан X
Кристіан X (дан. Christian X; 26 вересня 1870 — 20 квітня 1947) — король Данії в 1912–1947 роках і Ісландії в 1918–1944 роках.

## Життєпис
Походив з династії Глюскбурґів. Син Фредеріка VIII, короля Данії, і Луїзи Бернадот, дочки шведського короля Карла XV.
У 1889 році здобув вищу освіту. Обрав для себе службу у війську. Згодом закінчив курси офіцерів при королівській гвардії. У 1906 році став кронпринцом, після того як його батько зійшов на данський престол. У 1908 році отримав звання генерал-майора.
У 1912 році, після смерті батька, став королем Данії. Під час Першої світової війни підтримував уряд у політиці нейтралітету. Це питання обговорював під час зустрічі в Мальме з Гоконом VII, королем Норвегії, та Густавом V, королем Швеції.

Більшу увагу король приділяв внутрішнім справам. Брав активну участь у розробці нової конституції 1915 року, яка розширила права багатьох верств населення, зокрема жінок.

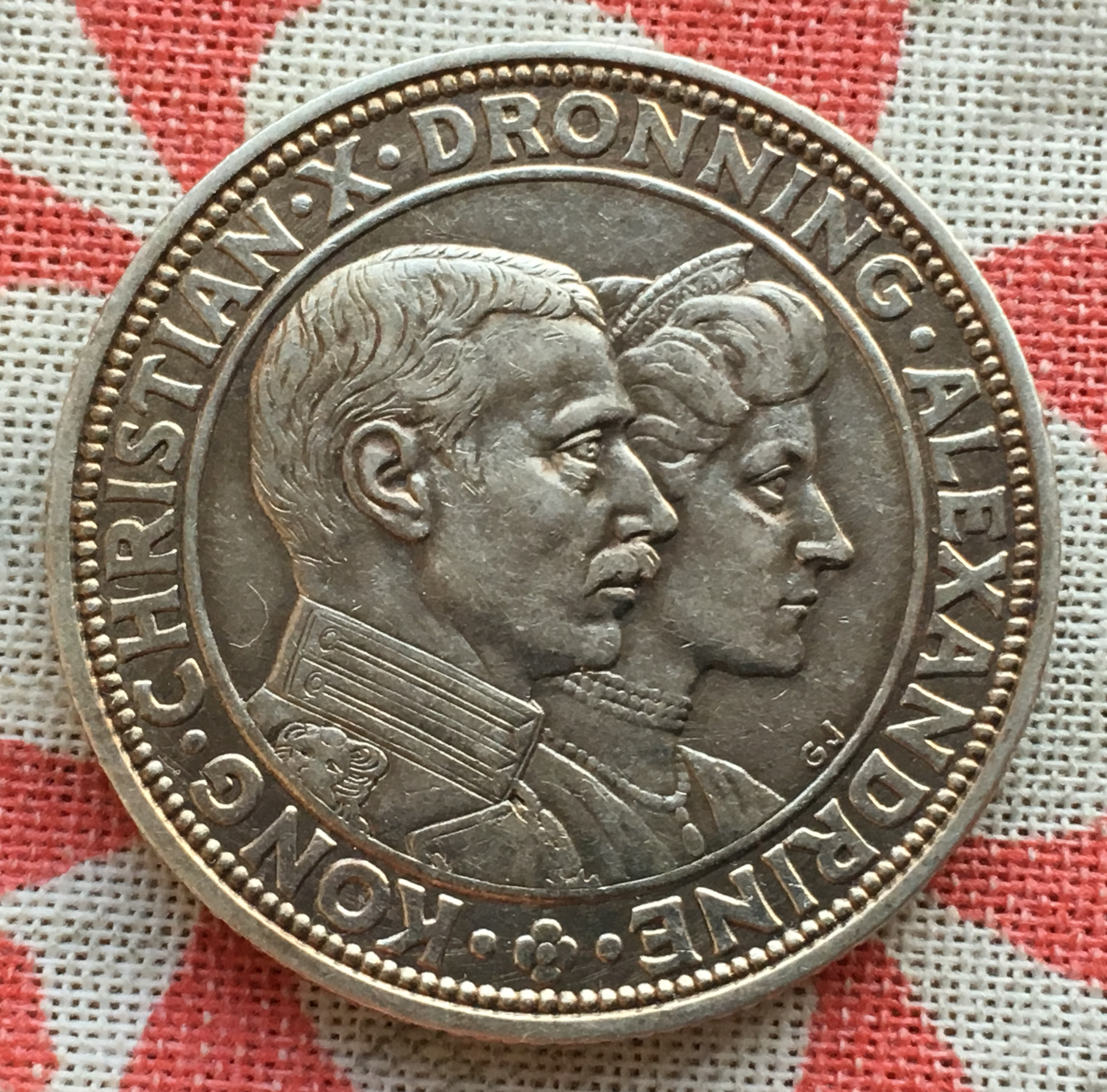
Монета Данії 2 крони, Срібна річниця весілля Крістіана Х і Александрини, срібло, 1923

Після завершення Першої світової війни Данія отримала північний Шлезвіг і частину центрального Шлезвігу. У 1918 році він став королем Ісландії, пішовши на зустріч ісландцями, які вимагали розширення прав і статусу країни. У 1920 році Кристіан X намагався приєднати весь центральний Шлезвіг, однак уряд виступив проти. Тоді король розпустив уряд, призначивши новий. Усе це викликало спротив парламенту, де більшість мали соціалістичні партії. Вони стали виступати за повалення монархії й проголошення республіки. У підсумку король змушений був поступитися.
Між двома світовими війнами король дедалі більше поступався своїми правами на користь парламенту. Разом з тим все ще зберігав великий вплив на зовнішню та внутрішню політику. Він намагався продовжити успішну політику нейтралітету, що виправдала себе у Першу війну. У внутрішній політиці Данія стикнулася з економічними труднощами, особливо під час Великої депресії. Того часу все більшу вагу отримують соціал-демократичні партії.
Дипломатія короля не допомогла захистити Данію від Німеччини на чолі з Адольфом Гітлером. У 1940 році останній віддав наказ атакувати Данію. Кристіан X надав наказ не чинити спротив — війна тривала 1 день. Втім під час окупації король залишився в країні, чим заслужив повагу населення. З 1942 року перебував під домашнім арештом. У 1944 році визнав незалежність Ісландії, яка стала республікою (під впливом американського командування).
Король Крістан X дочекався визволення своєї країни у 1945 році. Незабаром після цього він помер 20 квітня 1947 року.

## Родина
Дружина — Олександрина (1879—1952), донька Фрідриха Франца III, великого герцога Мекленбург-Шверінського
Діти:
- Фредерік (1899—1972)
- Кнуд (1900—1976)

## Нагороди

### Данія
- Орден Слона (26 вересня 1888)
- Орден Данеброг
  - почесний хрест (26 вересня 1888)
  - великий командорський хрест (14 травня 1912)
- Пам'ятна медаль золотого весілля короля Крістіана IX і королеви Луїзи
- Орден Ісландського сокола, засновник і великий магістр (3 липня 1921 — 17 червня 1944)

### Німецька імперія
- Орден Чорного орла з ланцюгом
- Орден Червоного орла, великий хрест
- Орден Святого Губерта
- Орден Грифа, почесний великий хрест
- Орден Вендської корони, великий хрест з короною в руді
- Орден Заслуг герцога Петра-Фрідріха-Людвіга, великий хрест із золотою короною
- Орден Білого Сокола, великий хрест (1897)
- Орден дому Ліппе, почесний хрест 1-го класу

### Російська імперія
- Орден Андрія Первозванного
- Орден Святого Олександра Невського
- Орден Білого Орла (Російська імперія)
- Орден Святої Анни 1-го ступеня
- Орден Святого Станіслава 1-го ступеня
- Орден Святого Володимира 4-го ступеня

### Грецьке королівство
- Орден Спасителя, великий хрест
- Орден Святих Георгія і Костянтина, великий хрест

### Норвезьке королівство
- Коронаційна медаль короля Гокона VII і королеви Мод
- Ювілейна медаль короля Гокона VII 1905-30
- Орден Святого Олафа, великий хрест з ланцюгом

### Шведське королівство
- Орден Серафимів з ланцюгом (15 листопада 1888)
- Орден Карла XIII (1912)
- Золота медаль за гідні вчинки

### Сіам
- Орден Королівського дому Чакрі (15 липня 1897)
- Коронаційна медаль короля Рама VII

### Іспанське королівство
- Орден Золотого руна (4 липня 1901)
- Орден Карлоса III, великий хрест з ланцюгом (15 травня 1902)

### Британська імперія
- Королівський Вікторіанський орден, почесний великий хрест (11 жовтня 1901)
- Орден Лазні, почесний великий хрест (22 квітня 1908)
- Орден Підв'язки (9 травня 1914)
- Королівський вікторіанський ланцюг
- Орден Святого Йоанна (Велика Британія), бальї великого хреста

### Італійське королівство
- Вищий орден Святого Благовіщення (26 січня 1910)
- Орден Святих Маврикія та Лазаря, великий хрест (26 січня 1910)
- Орден Корони Італії, великий хрест (26 січня 1910)

### Інші країни
- Орден Леопольда I, великий ланцюг (Бельгія; 22 липня 1897)
- Орден Кароля I, великий хрест з ланцюгом (Румунське королівство; 1912)
- Орден Білої троянди (Фінляндія), великий хрест з ланцюгом (1919)
- Орден Білого Орла (Польща; 1923)
- Хрест Свободи 1-го ступеня, 1-й клас (Естонія; 29 квітня 1925)
- Орден Білого лева, ланцюг (Чехословаччина; 1933)
- Орден Заслуг (Угорщина), великий хрест зі Святою Короною і ланцюгом (26 вересня 1940)
- Почесний знак «За заслуги перед Австрійською Республікою», велика зірка
- Орден Заслуг (Чилі), великий хрест з ланцюгом
- Орден Бояки, великий хрест особливого ступеня (Колумбія)
- Орден Почесного легіону, великий хрест (Франція)
- Орден Пехлеві з ланцюгом (Іран)
- Орден Хризантеми з ланцюгом (Японська імперія)
- Орден Святого Карла (Монако), великий хрест
- Орден Нідерландського лева, великий хрест
- Орден «Сонце Перу», великий хрест з діамантами
- Орден Зірки Карагеоргія, великий хрест (Королівство Сербія)
- Орден Визволителя, великий ланцюг (Венесуела)